# Maratona di Francoforte
La maratona di Francoforte sul Meno è una corsa su strada che si tiene nella città della Germania ogni anno nel mese di ottobre dal 1981.
Sponsorizzata da Commerzbank fino al 2010 e da BMW dal 2011, è la maratona più antica della nazione.

## Albo d'oro
| Anno | Uomini                   | Tempo (h:m:s) | Donne                | Tempo (h:m:s) |
| ---- | ------------------------ | ------------- | -------------------- | ------------- |
| 2018 | Kelkile Gezahegn         | 2:06:37       | Meskerem Assefa      | 2:20:36       |
| 2017 | Shura Kitata             | 2:05:50       | Vivian Cheruiyot     | 2:23:35       |
| 2016 | Mark Korir               | 2:06:48       | Mamitu Daska         | 2:25:27       |
| 2015 | Sisay Lemma              | 2:06:26       | Gulume Tollesa       | 2:23:12       |
| 2014 | Mark Kiptoo              | 2:06:49       | Aberu Kebede         | 2:22:21       |
| 2013 | Vincent Kipruto          | 2:06:15       | Caroline Kilel       | 2:22:34       |
| 2012 | Patrick Makau            | 2:06:08       | Meselech Melkamu     | 2:21:01       |
| 2011 | Wilson Kipsang           | 2:03:42       | Mamitu Daska         | 2:21:59       |
| 2010 | Wilson Kipsang           | 2:04:57       | Caroline Kilel       | 2:23:25       |
| 2009 | Gilbert Kipruto Kirwa    | 2:06:14       | Agnes Kiprop         | 2:26:57       |
| 2008 | Robert Kiprono Cheruiyot | 2:07:21       | Sabrina Mockenhaupt  | 2:26:22       |
| 2007 | Wilfred Kigen            | 2:07:58       | Melanie Kraus        | 2:28:56       |
| 2006 | Wilfred Kigen            | 2:09:06       | Svetlana Ponomarenko | 2:30:05       |
| 2005 | Wilfred Kigen            | 2:08:29       | Alevtina Biktimirova | 2:25:12       |
| 2004 | Boaz Kimaiyo             | 2:09:10       | Olesya Nurgaliyeva   | 2:29:48       |
| 2003 | Boaz Kimaiyo             | 2:09:28       | Luminita Zaituc      | 2:29:41       |
| 2002 | Eliud Kering             | 2:12:32       | María Abel           | 2:26:58       |
| 2001 | Pavel Loskutov           | 2:11:09       | Luminita Zaituc      | 2:26:01       |
| 2000 | Henry Cherono            | 2:10:40       | Esther Barmasai      | 2:31:04       |
| 1999 | Pavel Loskutov           | 2:12:37       | Esther Barmasai      | 2:33:58       |
| 1998 | Abel Gisemba             | 2:11:40       | Angelina Kanana      | 2:31:38       |
| 1997 | Michael Fietz            | 2:10:59       | Katrin Dörre-Heinig  | 2:26:48       |
| 1996 | Martin Bremer            | 2:13:38       | Katrin Dörre-Heinig  | 2:28:33       |
| 1995 | Oleg Otmakhov            | 2:12:35       | Katrin Dörre-Heinig  | 2:31:31       |
| 1994 | Terje Næss               | 2:13:19       | Franziska Moser      | 2:27:44       |
| 1993 | Stephan Freigang         | 2:11:53       | Sissel Grottenberg   | 2:36:50       |
| 1992 | Steffen Dittmann         | 2:12:59       | Bente Moe            | 2:32:36       |
| 1991 | Herbert Steffny          | 2:13:45       | Linda Milo           | 2:35:11       |
| 1990 | Konrad Dobler            | 2:13:29       | Kerstin Preßler      | 2:34:13       |
| 1989 | Herbert Steffny          | 2:13:51       | Iris Biba            | 2:33:14       |
| 1988 | Jos Sasse                | 2:13:15       | Grete Kirkeberg      | 2:35:44       |
| 1987 | Lindsay Robertson        | 2:13:30       | Annabel Holtkamp     | 2:45:21       |
| 1985 | Herbert Steffny          | 2:12:12       | Carla Beurskens      | 2:28:37       |
| 1984 | Dereje Nedi              | 2:11:18       | Charlotte Teske      | 2:31:16       |
| 1983 | Ahmet Altun              | 2:12:41       | Charlotte Teske      | 2:28:32       |
| 1982 | Delfim Moreira           | 2:12:54       | Heidi Hutterer       | 2:36:38       |
| 1981 | Kjell-Erik Ståhl         | 2:13:20       | Doris Schlosser      | 2:47:13       |